# Kirsten Lockenwitz
Kirsten Lockenwitz, née le 2 mai 1932 à Copenhague et morte le 20 juillet 2025, est une peintre et sculptrice danoise. Ses œuvres abstraites et élégantes sont présentes dans différents espaces publics danois, par exemple à Copenhague et à Aalborg.

## Biographie
Née à Copenhague, Lockenwitz a étudié à l'Académie royale danoise des beaux-arts de 1962 à 1967 auprès des professeurs Niels Lergaard et Dan Sterup-Hansen. Pour ses premiers travaux, elle travaille autour des couleurs vives et fortes et expérimente également la céramique. Elle quitte l'Académie avant d'obtenir son diplôme en 1967 pour se diriger vers la sculpture, utilisant des matériaux industriels comme le verre ou les tubes de néon, travaillant autour des notions de  transparence et de lumière. Son approche est influencée à la fois par le constructivisme danois, mais aussi par les courants de l’art américain des années 1960. À la fin des années 1980, son travail commence à faire preuve d’une grande liberté d’expression en tendant vers le naturalisme. Inspirées par les formations naturelles comme celles des falaises ou des collines, ses sculptures monumentales sont exécutées avec une précision minutieuse, atteignant clarté et spiritualité. Lockenenwitz a su produire des œuvres simples et poétiques axées sur l'abstraction.
Les principales créations de Lockenwitz sont Discrimination (2001) située à côté du bâtiment Black Diamond de la Bibliothèque royale à Copenhague et Tripalaka (1996), visible sur le port d'Aalborg. En 2014, son œuvre Skulpturskoven a été installée dans le parc de Sophienholm à Lyngby, non loin de Copenhague,.

## Prix et récompenses
En 1986, Lockenwitz a reçu la médaille Eckersberg et la médaille Thorvaldsen en 2000.